# أغاسي مامادوف
أغاسي مامادوف (مواليد 1 يونيو 1980) هو ملاكم تركي أذربيجاني، مثّل تركيا في الألعاب الأولمبية الصيفية في دورة 2000، وأذربيجان في دورة 2004.

## روابط خارجية
أغاسي مامادوف على موقع أوليمبيديا (الإنجليزية)